# Аксаріно (Кіясовський район)
Акса́ріно (рос. Аксарино, удм. Аксарино) — присілок у складі Кіясовського району Удмуртії, Росія.
Населення — 130 осіб (2010; 141 у 2002).
Національний склад:
- росіяни — 94 %